# Erastria rectilinea
Erastria rectilinea är en fjärilsart som beskrevs av W. Warren 1907. Erastria rectilinea ingår i släktet Erastria och familjen mätare. Inga underarter finns listade i Catalogue of Life.